# Андрес Висанд
Андрес Висанд (нар. 10 березня 1966, Раквере)  — колишній професійний тенісист з Естонії.  Більшу частину своєї кар'єри він представляв Радянський Союз, але знаходився в Західній Німеччині, а потім у 1995 році прийняв німецьке громадянство.  

## Кар'єра
Висанд виграв титул змішаного парного розряду на чемпіонаті СРСР у тенісі 1987 року, а також був півфіналістом в одиночному розряді. 
За свою кар'єру естонець виступив в основному розіграші п'яти турнірів Великого шолома.  Він двічі пройшов перший тур, обидва рази на Відкритому чемпіонаті Франції.  У 1988 році він переміг і Менно Оостінга, і Хорхе Лозано на шляху до виходу з третього раунду, від Андре Агассі. Він був єдиним кваліфікованим учасником жеребкування, який пройшов у фінал 32, і пройшов у турнір з 256 місцем у світі.  Наступного року на Відкритому чемпіонаті Франції він вийшов у другий тур, перемігши Олександра Мронца. Він також брав участь у змішаному парному розряді на Відкритому чемпіонаті Франції 1988 року з Наталією Єгоровою, але пара не перемогла. 
На трасі Гран-прі / ATP Висанд досяг лише одного чвертьфіналу, який був у Сен-Вінсенті в 1989 році.  У своїй кар’єрі він здобув найкращу перемогу на Відкритому Флоренції 1991 року над 40-м номером світу Марком Кувермансом. 
У 1993 році, коли Естонія вже не була під контролем СРСР, Висанд почав представляти свою країну в змаганнях за Кубок Девіса. Усього він зіграв шість поєдинків і виграв дев'ять зі своїх 13 матчів, з 5-3 рекордом в одиночному розряді та 4-1 рекордом у парному розряді. 

## Титули претендентів

### Одиночний розряд: (2)
| №  | Рік  | Турнір              | Поверхня | Суперник у фіналі | Рахунок у фіналі |
| -- | ---- | ------------------- | -------- | ----------------- | ---------------- |
| 1. | 1988 | Тампере, Фінляндія  | Глина    | Крістер Алгорд    | 6-1, 6-1         |
| 2. | 1989 | Касабланка, Марокко | Глина    | Марк Куверманс    | 3-6, 7-6, 6-0    |

### Парний розряд: (1)
| №  | Рік  | Турнір          | Поверхня | Партнер     | Противники у фіналі    | Рахунок у фіналі |
| -- | ---- | --------------- | -------- | ----------- | ---------------------- | ---------------- |
| 1. | 1991 | Варшава, Польща | Глина    | Гірт Дзелде | Мартін Дамм Девід Рікл | 6-4, 2-6, 6-3    |

## Виноски
1. ↑  На всіх розіграшах на вебсайті ATF вказано його національність як німця, але громадянином Німеччини він став лише після відставки з турніру ATP